# Нимфа
 Тази статия е за митологичното същество.  За биологичната форма вижте Нимфа (биология).  
Нимфите (на гръцки: νύμφη) в древногръцката митология, за разлика от гръцките богини, са второстепенни женски божества.
Обикновено олицетворяват природата и са свързани (считани за покровителки) с конкретно място или природна забележителност. Често се изобразяват като млади, красиви и изящни девойки. Някои са безсмъртни, други не са, но за сметка на това те се отличават с изключително дълголетие.
Нимфи присъстват в много класически произведения на изкуството, литературата, митологията и белетристиката.

## Списък
Най-общо, нимфите се делят на:
- Небесни нимфи
  - хеспериди – нимфи пазителки на дървото със златни ябълки.
  - дриади – нимфи на дърветата
  - хамадриади
  - плеяди – дъщери на титана Атлант и океанидата Плейона

- Земни нимфи
  - мелиади – нимфи на ясена и плодните дървета, родени от кръвта на Уран
  - лимониади – богини на ливадите
  - ореади – горски нимфи, които се казвали според името на гората, която обитавали – Киферониди, Пелиади и др.
  - епимелиади
  - хелиади – сестри на Фаетон. След неговата смърт (със запалената колесница на баща си – Хелиос те изпаднали в безутешна скръб. Дни наред плачели до мястото където Фаетон умрял. Боговете се смилили над тях и ги превърнали в тополи, а сълзите им в кехлибар
  - напеи – нимфи на планинските долини

- Морски нимфи
  - наяди – нимфи на сладководните потоци и езера. Има 5 вида наяди:
    - лимнади – нимфи на езерата
    - Pegaiai – нимфи на извори
    - Krinaia – нимфи на извори, фонтани
    - Potameides – нимфи на реки и потоци
    - Eleionomai – нимфи на блата и тресавища

  - нереиди – морски нимфи, дъщери на морския старец Нерей
  - океаниди – морски нимфи, дъщери на титана Океан.

- Други нимфи
  - музи
  - лампади (Подземното царство, спътнички на Хеката)
  - сирени
  - менади